# Ватутіно (Німанський район)
Ватутіно (рос. Ватутино) — селище Німанського району, Калінінградської області Росії. Входить до складу Жилінського сільського поселення.
Населення —  23 особи (2015 рік). 